# Netelia media
Netelia media là một loài tò vò trong họ Ichneumonidae.